# Англо-шпански рат (1585—1604)
Англо-шпански рат (1585—1604) први је од ратних сукоба између Енглеске и Шпаније. Рат је завршен миром у Лондону без територијалних промена.

## Увод
Открића прекоморских земаља, заједно с изградњом чвршћих бродова за дуга путовања под тешким условима, далу су велику важност Атлантском океану. Тежиште светског поморског промета померило се из Средоземља у Атлантик. Тиме је историја поморства и поморских ратова ушла у ново раздобље. Развој догађаја изванредно је погодовао Шпанији која је обухвтала и обале Средоземног мора и Атлантског океана и она је знала то добро да искористи. Прва се укључила у освајања прекоморских земаља, нарочито у Средњој и Јужној Америци. Безобзирно уништавајући старе културе индијанских држава Инка и Маја шпански конквистадори су уграбили огроман плен, тако да су у матицу бродови доносили огромен количине сребра и злата. Шпанија је веома брзо стекла скоро непороценљиво богатство и постала је најмоћнија дрћава у Европи. Поред тога, имала је највећу морнарицу на свету и била је прва светска поморска сила у историји.
Ослаљајући се на своје богатство и моћ, своју веома сбројну и снажну армију и бројност своје трговачке и ратне флоте, Шпанија је покушавала да наметне своју власт целој Европи. То је био узрок веома јакоим трвењима па и сукобима са другим државама. Једна од тих држава била је и Енглеска по краљицом Елизабетом I.
Изражено настојање Енглеске да учествује у експлоатацији богатстава прекоморских земаља и да се афирмише на светским морима, довело је до сукоба са Шпанијом и Португалом који су тамо енергично сузбијали сваку појаву других европских сила, тежећи да сачувају монопол у трговини. Из тих сукоба развило се гусарење и пиратерија, који су на поморским комуникацијама трајали све до пред сам крај XVIII века, повремено прерастајући у праве ратове.
Енглеска је приступила низу смелих напада на шпанско богатство, темељ нен моћи. Енглески бродови су нападали и пленили шпанске бродове који су из прекоморских земаља довозили злато и друге драгоцене товаре. У групама од три до пет бродова, величине од 25 до 100 тона, те, уз прећутно одобрење Елизабете I, гусарске екипе су развиле необично смелу делатност на Атлантском океану. Ескадре под заповедништвом Џона Хокинса и Френсиса Дрејка постале су легендарне по својим акцијама. С обзиром на све учесталије нападе на шпанске бродове, Шпанија је трпела велику штету.
Од 1587. године све до краја Седмогодишњег рата 1763. године Енглеска и Шпанија воде међусобно осам поморских ратова. Овај период се поклапа са посепеним јачањем Енглеске у којој буржоазија, материјално најзаинтересованија за колонијалну експанзију, има све више удела у државној политици, и декаденцијом Шпаније која споро излази из феудалног уређења. У свим тим ратовима Енглеска је на морима у сталној офанзиви, иако је у почетку доста слабија. На крају ратова је шпанска колонијала империја била доведена до руба пропасти, Шпанија је постала другоразредна сила, а новонастала Велика Британија се развила у најјачу светску поморску силу.

## Почетак рата
Шпанско-енглески односи погоршалли су се када су акције енглеских помораца почеле да добијају отворену подршку енглеске краљице. Френсис Дрејк је добио ескадру од 21 брода ради јачих напада на шпанске бродове, а Хокинс је добио племићку титулу. Када је Елизабета I 1585. године отворено ступила на страну низоземских устаника, Шпанија је запленила енглеске бродове у лукама Шпаније, Португала и у Средоземном мору, на што је Енглеска онемогућила Шпанцима рибарење код Њуфаундленда. 1586.г. Дрејк је са својом ескадром напао и опљачкао велики број шпанских лука и њеним прекоморским територијама, па чак и луку Виго у самој Шпанији а у Енглеску се вратио са богатим пленом. Оружана интервенција Енглеске у побуњеној Низоземској исте године и погубљење краљице Марије Стјуарт (фебруара 1587. године), проузроковали су 1587. године прекид већ затегнутих дипломатских односа. Треба истаћи да је главни мотив овог сукоба била борба за превласт над светским морима.
У то време Шпанија је располагала веома великим бројем војника и изузетно јако флотом. Ипак, њена веома бројна ратна флота није била тако јака како би се бројчано могло судити. Официри и посаде ратних бродова извежбани пре свега на галијама, нису били довољно извежбани за руковање и амеврисање бродовима само на једра. Уопште говорећи, официри шпанске флоте били су слабо школовани и држали су се застарелих метода, а сами ратни бродови били су слабо наоружани.
Енглеска морнарица је у то доба била још мала, али је имала одлично особље са великим поморским и ратним искутвом. Бродови су били мањи од шпанских, али су били боље грађени са много бољим поморским и маневарским својствима. Артиљеријско наоружање било им је такође много боље, а управо се извежбаност енглеских посада истицала приликом доброг артиљерисјког гађања.
Шпански ратни план предвиђао је инвазију Енглеске. Енглеска флота добила је задатак да у властитим водама сачека непријатеља. Френсис Дрејк је 24. априла 1587. године извршио изненадан и смео напад на Кадис и знатно омео припрему шпанске флоте.

## Шпанска армада
Године 1588. краљ Филип II послао је 130 бродова који су сачињавали "Непобедиву Шпанску армаду" у правцу Ламанша. Овде су се водиле поморске битке током 15 дана при чему ни једна страна није успела однети победу. Шпански адмирал увео је већину своје флоте у луку Кале. Видевши то, Френсис Дрејк смисли једно ратно лукавство. Жртвовао је шест својих старих лађа, запалио их и отиснуо међу шпанско бродовље. Шпанци су се побојали пожара, те су испловили из заклона. Овде их је подухватио неповољан ветар који их је прво набацио на плићаке дуж белгијске обале; затим је ветар променио правац те их је изгонио на пучину Северног мора. Бура је била тако јака да се Шпанци нису могли вратити назад, већ су се кроз неколико дана обрели крај обала северне Шкотске. Довде су их Енглези гонили, али су се ту морали зауставити јер више нису имали ни хране ни муниције. У истом положају били су и Шпанци којима није друго преостајало него да се врате у домовину. Пловећи дуж западних обала Британских острва, бродови Армаде нису успели да сачувају свој поредак јер их је стално гонила бура на мору. Многи бродови разбили су се о хриди Шкотске и Ирске. Велики део посаде потопио се, а преживели који су се домогли обале били су овде посечени од стране сувоземне војске која их је дочекала на копну. Свега 64 шпанске лађе вратиле су се у домовину, са посадама изгладнелим и измученим од вишеседмичне пловидбе узбурканим океаном. На другој страни, Енглези су прослављали велику победу над моћним непријатељем.

## Наставак рата
Френсис Дрејк је 1589. године предузео поход против приморских градова Шпаније с јаком ескадром и 11 000 укрцаних војника. Упловио је у Ла Коруњу, разбио снаге које су браниле град и заробио или уништио велики број бродова и много ратног материјала. Дрејков даљи пут ка југу био је испуњен пљачком и разарањем. На 40 М с. од ушћа Таха искрцао је трупе које су узалуд покушале да заузму Лисабон. Потом је заузео и опљачкао Виго и заробио много бродова. Многобројни походи против шпанске поморске трговине, које су до краја рата предузимали гусари и организовани састави енглеске морнарице ванредно су ослабили поморску моћ Шпаније и обогатили енглеске поморце и круну. Енглески гусари оперисали су, првенствено, у северном Атлантику и на његовим обалама, али су силазили и јужно од Рио де Жанеира. Нарочито се истакао Џорџ Клифорд са својих 20 похода извршених од 1586. до 1598. године у којима је учествовало, понекад и до 20 бродова. Френсис Дрејк и Џон Хокинс с ескадром од 26 бродова отпловили су 1595. године у воде Западне Индије са намером да пређу преко Панамске превлаке и дочепају се блага које је тамо чекало на транспорт у Шпанију. Стога је Енглеска, уз Сарадњу Холандије, у првој половини 1596. године опремила велику флоту од око 150 ратних или и транспортних бродова са преко 14 000 морнара и војника, која је 20. јуна непримећено стигла пред Кадис, заузела га и умиштила све шпанске бродове затечене у луци. Шпанци су 1601. године успели да неприметно прођу поред енглеске ескадре која је блокирала њихове луке и да у Кинсејлу у Ирској искрцају 4000 војника ради подршке ирских устаника. Блокиран с мора и с копна, овај шпански корпус је касније принуђен на предају.

## Крај рата
До краја рата Енглези су се ограничили само на блокаду шпанских обала и крстарички рат. После смрти краљице Елизабете I, нови краљ Џејмс I склопио је 1604. године са Шпанијом мир у Лондону и забранио нападе на шпанске колоније и гусарење против шпанске трговине на мору. Овај рат је из темеља уздрмао економску моћ Шпаније; она више није била у стању да својом ратном морнарицом ефикасно штити поморски промет и колоније, а растуће богатство омогућило је Енглеској да учврсти и развије своју поморску моћ.